# Colletes comatus
Colletes comatus är en biart som beskrevs av Noskiewicz 1936. Colletes comatus ingår i släktet sidenbin, och familjen korttungebin. Inga underarter finns listade i Catalogue of Life.